# Lijst van rivieren in Indonesië
In deze lijst van rivieren in Indonesië zijn de rivieren en zijrivieren per eiland gegroepeerd en van west naar oost geordend naar stroomgebied, waarbij de opeenvolgende zijrivieren ingesprongen zijn weergegeven onder de naam van de betreffende hoofdrivier. 

### Bali
- Ayung
- Sungi

### Celebes
- Palu
- Lariang
- Karama
- Sadang
  - Mamasa
- Jeneberang
- Walanae
- Kalaena
- Sampara
- Lasolo
  - Lalindu
- Bongka
- Poso
- Marisa
- Paguyaman
- Manado
- Pangkajene

### Flores
- Wera
- Sissa

### Java

#### Noordkust
- Liman
- Durian
- Sadane
- Ciliwung
- Citarum
  - Beet
- Asem
- Manuk
- Pemali
- Bodri
- Serang
- Solo
  - Lusi
  - Madiun
- Brantas
  - Mas
  - Porong
  - Widas
- Setail

#### Zuidkust
- Baliung
- Mandiri
- Kaso
- Buni
- Laki
- Kaingan
- Serayu
- Progo
- Opak
  - Oyo
- Sanen

### Kalimantan
- Kapuas
  - Sekayam
  - Melawi
- Pawan
  - Keriau
- Jelai-Bila
- Lamandau
  - Arut
- Pembuang
- Sampit
- Mendawai
- Kahayan
- Barito
  - Martapura
  - Kapuas
- Negara
- Mahakam
  - Telen
  - Belayan
  - Lawa
- Berau
  - Kelai
- Kayan
  - Bahau
- Sesayap
- Sembakung

### Nieuw-Guinea

#### Noordkust
- Wamma
- Tabai
- Warenai
  - Wapoga
- Mamberamo
  - Tariku
    - Van Daalen

  - Taritatu
    - Sobger
    - Waruta
    - Songgato
- Sepik
- Wewe

#### Zuidkust
- Seremuk
- Kamundan
- Wiriagar
- Muturi
- Momats
- Lorentz
- Pulau
  - Kampung
  - Vriendschapsrivier
  - Wildeman
- Mapi
- Digoel
- Bulaka
- Bien
- Kumbe
- Maro (of Merauke)
- Fly
  - Ok Tedi

### Sumatra

#### Noordkust
- Aceh
- Peusangen
- Jamboaye
- Peureulak
- Tamiang
- Bohorok
- Silau
- Asahan
- Kualu
- Alas
- Bingai
- Barumun
  - Bila
- Rokan
  - Rokan-kiri
  - Rokan-kanan
  - Kumu
- Siak
  - Mandau
- Kampar
  - Kampar Kanan
- Indragiri
  - Ombilin
  - Sinamar
- Tungkal
- Batang Hari
  - Tembesi
    - Merargin
- Banyuasin
- Musi
  - Komering
  - Ogan
  - Rawas
- Mesuji
- Tulangbawang
- Seputih
- Sekampung

#### Zuidkust
- Teunom
- Woyla
- Tripa
- Kluet
- Simpang-kiri
  - Simpang-kanan
  - Renun
- Toru
- Gadis
- helda

### Sumba
- Polapare
- Kadassa
- Kadumbul
- Melolo

### Sumbawa
- Moyo

### Timor
- Noel Besi
- Mina
- Benain